# Lexington Challenger 2024
Il Lexington Challenger 2024 è stato un torneo di tennis professionistico maschile e femminile. È stata la 29ª edizione del torneo maschile, facente parte della categoria Challenger 75 nell'ambito dell'ATP Challenger Tour 2024, con un montepremi di 82 000 $. È stata invece la 27ª edizione del torneo femminile, facente parte della categoria W75 con un montepremi di 60 000 $. Si è giocato dal 29 luglio al 4 agosto 2024 sui campi in cemento del Top Seed Tennis Club di Lexington, negli Stati Uniti.

## Partecipanti

### Teste di serie
| Nazionalità | Giocatore      | Ranking* | Testa di serie |
| ----------- | -------------- | -------- | -------------- |
| Cina        | Bu Yunchaokete | 147      | 1              |
| Stati Uniti | Emilio Nava    | 150      | 2              |
| Canada      | Gabriel Diallo | 169      | 3              |
| Hong Kong   | Coleman Wong   | 180      | 4              |
| Francia     | Hugo Grenier   | 194      | 5              |
| Brasile     | João Fonseca   | 217      | 6              |
| Australia   | Li Tu          | 219      | 7              |
| Australia   | Bernard Tomic  | 236      | 8              |
| Stati Uniti | Brandon Holt   | 238      | 8              |

* Ranking al 22 luglio 2024.

### Altri partecipanti
I seguenti giocatori hanno ricevuto una wild card per il tabellone principale:
- Taha Baadi
- Bruno Kuzuhara
- Learner Tien

Il seguente giocatore è entrato in tabellone come special exempt:
- Gabriel Diallo

Il seguente giocatore è entrato in tabellone come alternate:
- Omni Kumar

I seguenti giocatori sono passati dalle qualificazioni:
- Micah Braswell
- Jack Pinnington Jones
- James Trotter
- Stefan Kozlov
- Ryan Seggerman
- Rodrigo Pacheco Méndez

Il seguente giocatore è entrato in tabellone come lucky loser:
- Yuta Shimizu

## Punti e montepremi
| Torneo    | Torneo              | V     | F     | SF    | QF    | 2T    | 1T  | Q | Q2  | Q1  |
| Singolare | Punti               | 75    | 44    | 22    | 12    | 6     | 0   | 4 | 2   | 0   |
| Singolare | Premi in denaro ($) | 9 880 | 5 820 | 3 450 | 2 000 | 1 165 | 720 | – | 360 | 185 |
| Doppio    | Punti               | 75    | 44    | 22    | 12    | –     | 0   | – | –   | –   |
| Doppio    | Premi in denaro ($) | 4 250 | 2 450 | 1 480 | 880   | –     | 500 | – | –   | –   |

## Campioni

### Singolare maschile
João Fonseca ha sconfitto in finale  Li Tu con il punteggio di 6–1, 6–4.

### Singolare femminile
Wei Sijia ha sconfitto in finale  Mananchaya Sawangkaew con il punteggio di 7–5, 6–4.

### Doppio maschile
André Göransson /  Sem Verbeek hanno sconfitto in finale  Yuta Shimizu /  James Trotter con il punteggio di 6–4, 6–3.

### Doppio femminile
Whitney Osuigwe /  Alana Smith hanno sconfitto in finale  Carmen Corley /  Ivana Corley con il punteggio di 7–6(5), 6–3.